# Gran Premio di Spagna 1989
Il Gran Premio di Spagna 1989 fu il quattordicesimo appuntamento della stagione di Formula 1 1989.
Disputatosi il 1º ottobre sul Circuito di Jerez de la Frontera, ha visto la vittoria di Ayrton Senna su McLaren - Honda, seguito da Gerhard Berger e da Alain Prost.

## Prima della gara
- Nigel Mansell fu squalificato per una gara dopo aver ignorato la bandiera nera che gli era stata esposta nel Gran Premio del Portogallo. La Ferrari schierò quindi la sola vettura di Gerhard Berger.
- Dopo aver saltato il Gran Premio del Portogallo a causa di un concomitante impegno nel Campionato di F3000, Jean Alesi tornò alla guida della Tyrrell.
- La Rial sostituì Christian Danner con Gregor Foitek.

## Qualifiche
Senna conquistò l'undicesima pole position stagionale, precedendo di poco meno di tre decimi Berger e di circa un secondo il suo compagno di squadra Prost. Quarto si piazzò Martini, che confermò la competitività della Minardi e delle gomme da qualifica della Pirelli; alle spalle dell'italiano si schierarono il sorprendente Alliot, Patrese, Piquet, Brundle, Alesi e Pirro.

### Prequalifiche
| Pos                        | No | Pilota             | Costruttore                | Tempo    | Distacco |
| -------------------------- | -- | ------------------ | -------------------------- | -------- | -------- |
| 1                          | 17 | Nicola Larini      | Osella-Ford                | 1:23.566 | —        |
| 2                          | 37 | JJ Lehto           | Onyx-Ford                  | 1:23.958 | +0.392   |
| 3                          | 18 | Piercarlo Ghinzani | Osella-Ford                | 1:24.586 | +1.020   |
| 4                          | 30 | Philippe Alliot    | Lola Larrousse-Lamborghini | 1:24.610 | +1.044   |
| Vetture non prequalificate |    |                    |                            |          |          |
| 5                          | 40 | Gabriele Tarquini  | AGS-Ford                   | 1:24.847 | +1.281   |
| 6                          | 36 | Stefan Johansson   | Onyx-Ford                  | 1:24.944 | +1.378   |
| 7                          | 31 | Roberto Moreno     | Coloni-Ford                | 1:25.074 | +1.508   |
| 8                          | 29 | Michele Alboreto   | Lola Larrousse-Lamborghini | 1:25.646 | +2.080   |
| 9                          | 34 | Bernd Schneider    | Zakspeed-Yamaha            | 1:25.673 | +2.107   |
| 10                         | 41 | Yannick Dalmas     | AGS-Ford                   | 1:26.131 | +2.565   |
| 11                         | 35 | Aguri Suzuki       | Zakspeed-Yamaha            | 1:26.609 | +3.043   |
| 12                         | 33 | Oscar Larrauri     | EuroBrun-Judd              | 1:26.803 | +3.237   |
| 13                         | 32 | Enrico Bertaggia   | Coloni-Ford                | 1:27.236 | +3.670   |

### Classifica
| Pos                     | No | Pilota                | Costruttore                             | Tempo    | Distacco |
| ----------------------- | -- | --------------------- | --------------------------------------- | -------- | -------- |
| 1                       | 1  | Ayrton Senna          | McLaren - Honda                         | 1:20.291 |          |
| 2                       | 28 | Gerhard Berger        | Ferrari                                 | 1:20.565 | +0.274   |
| 3                       | 2  | Alain Prost           | McLaren - Honda                         | 1:21.368 | +1.077   |
| 4                       | 23 | Pierluigi Martini     | Minardi - Ford Cosworth                 | 1:21.479 | +1.188   |
| 5                       | 30 | Philippe Alliot       | Lola Larrousse - Lamborghini            | 1:21.708 | +1.417   |
| 6                       | 6  | Riccardo Patrese      | Williams - Renault                      | 1:21.777 | +1.486   |
| 7                       | 11 | Nelson Piquet         | Lotus - Judd                            | 1:21.922 | +1.631   |
| 8                       | 7  | Martin Brundle        | Brabham - Judd                          | 1:22.133 | +1.842   |
| 9                       | 4  | Jean Alesi            | Tyrrell - Ford Cosworth                 | 1:22.363 | +2.072   |
| 10                      | 20 | Emanuele Pirro        | Benetton - Ford Cosworth                | 1:22.567 | +2.276   |
| 11                      | 17 | Nicola Larini         | Osella - Ford Cosworth                  | 1:22.620 | +2.329   |
| 12                      | 8  | Stefano Modena        | Brabham - Judd                          | 1:22.826 | +2.535   |
| 13                      | 3  | Jonathan Palmer       | Tyrrell - Ford Cosworth                 | 1:23.052 | +2.761   |
| 14                      | 19 | Alessandro Nannini    | Benetton - Ford Cosworth                | 1:23.105 | +2.814   |
| 15                      | 22 | Andrea De Cesaris     | Dallara Scuderia Italia - Ford Cosworth | 1:23.186 | +2.895   |
| 16                      | 9  | Derek Warwick         | Arrows - Ford Cosworth                  | 1:23.222 | +2.931   |
| 17                      | 37 | Jyrki Järvilehto      | Onyx - Ford Cosworth                    | 1:23.243 | +2.952   |
| 18                      | 12 | Satoru Nakajima       | Lotus - Judd                            | 1:23.309 | +3.018   |
| 19                      | 16 | Ivan Capelli          | March - Judd                            | 1:23.401 | +3.110   |
| 20                      | 24 | Luis Pérez-Sala       | Minardi - Ford Cosworth                 | 1:23.443 | +3.152   |
| 21                      | 5  | Thierry Boutsen       | Williams - Renault                      | 1:23.657 | +3.366   |
| 22                      | 10 | Eddie Cheever         | Arrows - Ford Cosworth                  | 1:23.729 | +3.438   |
| 23                      | 21 | Alex Caffi            | Dallara Scuderia Italia - Ford Cosworth | 1:23.763 | +3.472   |
| 24                      | 26 | Olivier Grouillard    | Ligier - Ford Cosworth                  | 1:23.931 | +3.642   |
| 25                      | 18 | Piercarlo Ghinzani    | Osella - Ford Cosworth                  | 1:24.003 | +3.712   |
| 26                      | 15 | Maurício Gugelmin     | March - Judd                            | 1:24.707 | +4.416   |
| Vetture non qualificate |    |                       |                                         |          |          |
| NQ                      | 25 | René Arnoux           | Ligier - Ford Cosworth                  | 1:25.190 | +4.899   |
| NQ                      | 39 | Pierre-Henri Raphanel | Rial - Ford Cosworth                    | 1:25.443 | +5.152   |
| NQ                      | 38 | Gregor Foitek         | Rial - Ford Cosworth                    | 1:29.226 | +8.935   |

## Gara
Al via Senna mantenne il comando davanti a Berger e Prost: i tre rimasero in quest'ordine fino al termine della gara, con il brasiliano che, grazie alla vittoria, ridusse a sedici i punti di distacco in classifica dal compagno di squadra. Chiusero in zona punti Alesi, Patrese e Alliot, che portò alla Larrousse il primo punto della stagione; Martini, partito in quarta posizione, e Pirro, a lungo quarto, si ritirarono entrambi per uscite di pista.

### Classifica
| Pos | N  | Pilota                | Costruttore/Motore                      | Giri | Tempo/Ritiro                        | Griglia | Punti |
| --- | -- | --------------------- | --------------------------------------- | ---- | ----------------------------------- | ------- | ----- |
| 1   | 1  | Ayrton Senna          | McLaren - Honda                         | 73   | 1:47:48.264                         | 1       | 9     |
| 2   | 28 | Gerhard Berger        | Ferrari                                 | 73   | + 27.051                            | 2       | 6     |
| 3   | 2  | Alain Prost           | McLaren - Honda                         | 73   | + 53.788                            | 3       | 4     |
| 4   | 4  | Jean Alesi            | Tyrrell - Ford Cosworth                 | 72   | + 1 giro                            | 9       | 3     |
| 5   | 6  | Riccardo Patrese      | Williams - Renault                      | 72   | + 1 giro                            | 6       | 2     |
| 6   | 30 | Philippe Alliot       | Lola Larrousse - Lamborghini            | 72   | + 1 giro                            | 5       | 1     |
| 7   | 22 | Andrea De Cesaris     | Dallara Scuderia Italia - Ford Cosworth | 72   | + 1 giro                            | 15      |       |
| 8   | 11 | Nelson Piquet         | Lotus - Judd                            | 71   | + 2 giri                            | 7       |       |
| 9   | 9  | Derek Warwick         | Arrows - Ford Cosworth                  | 71   | + 2 giri                            | 16      |       |
| 10  | 3  | Jonathan Palmer       | Tyrrell - Ford Cosworth                 | 71   | + 2 giri                            | 13      |       |
| Rit | 10 | Eddie Cheever         | Arrows - Ford Cosworth                  | 61   | Motore                              | 61      |       |
| Rit | 20 | Emanuele Pirro        | Benetton - Ford Cosworth                | 59   | Testacoda                           | 10      |       |
| Rit | 21 | Alex Caffi            | Dallara Scuderia Italia - Ford Cosworth | 55   | Motore                              | 23      |       |
| Rit | 7  | Martin Brundle        | Brabham - Judd                          | 51   | Testacoda                           | 8       |       |
| Rit | 15 | Maurício Gugelmin     | March - Judd                            | 47   | Collisione con L.Perez-Sala         | 26      |       |
| Rit | 24 | Luis Pérez-Sala       | Minardi - Ford Cosworth                 | 47   | Collisione con M.Gugelmin           | 20      |       |
| Rit | 5  | Thierry Boutsen       | Williams - Renault                      | 40   | Problemi alla pompa della benzina   | 21      |       |
| Rit | 26 | Olivier Grouillard    | Ligier - Ford Cosworth                  | 34   | Motore                              | 24      |       |
| Rit | 23 | Pierluigi Martini     | Minardi - Ford Cosworth                 | 27   | Testacoda                           | 4       |       |
| Rit | 16 | Ivan Capelli          | March - Judd                            | 23   | Problemi alla trasmissione          | 19      |       |
| Rit | 37 | Jyrki Järvilehto      | Onyx - Ford Cosworth                    | 20   | Cambio                              | 17      |       |
| Rit | 18 | Piercarlo Ghinzani    | Osella - Ford Cosworth                  | 17   | Cambio                              | 25      |       |
| Rit | 19 | Alessandro Nannini    | Benetton - Ford Cosworth                | 14   | Testacoda                           | 14      |       |
| Rit | 8  | Stefano Modena        | Brabham - Judd                          | 11   | Problemi elettrici                  | 12      |       |
| Rit | 17 | Nicola Larini         | Osella - Ford Cosworth                  | 6    | Problemi alle sospensioni anteriori | 11      |       |
| Rit | 12 | Satoru Nakajima       | Lotus - Judd                            | 0    | Collisione con O.Grouillard         | 18      |       |
| NQ  | 25 | René Arnoux           | Ligier - Ford Cosworth                  |      |                                     |         |       |
| NQ  | 39 | Pierre-Henri Raphanel | Rial - Ford Cosworth                    |      |                                     |         |       |
| NQ  | 38 | Gregor Foitek         | Rial - Ford Cosworth                    |      |                                     |         |       |
| NPQ | 40 | Gabriele Tarquini     | AGS - Ford Cosworth                     |      |                                     |         |       |
| NPQ | 36 | Stefan Johansson      | Onyx - Ford Cosworth                    |      |                                     |         |       |
| NPQ | 31 | Roberto Moreno        | Coloni - Ford Cosworth                  |      |                                     |         |       |
| NPQ | 29 | Michele Alboreto      | Lola Larrousse - Lamborghini            |      |                                     |         |       |
| NPQ | 35 | Aguri Suzuki          | Zakspeed - Yamaha                       |      |                                     |         |       |
| NPQ | 41 | Yannick Dalmas        | AGS - Ford Cosworth                     |      |                                     |         |       |
| NPQ | 34 | Bernd Schneider       | Zakspeed - Yamaha                       |      |                                     |         |       |
| NPQ | 33 | Oscar Larrauri        | EuroBrun - Judd                         |      |                                     |         |       |
| NPQ | 32 | Enrico Bertaggia      | Coloni - Ford Cosworth                  |      |                                     |         |       |

## Classifiche

### Piloti
| Pos. | Pilota             | Punti   |
| ---- | ------------------ | ------- |
| 1    | Alain Prost        | 76 (81) |
| 2    | Ayrton Senna       | 60      |
| 3    | Nigel Mansell      | 38      |
| 4    | Riccardo Patrese   | 30      |
| 5    | Thierry Boutsen    | 24      |
| 6    | Gerhard Berger     | 21      |
| 7    | Alessandro Nannini | 17      |
| 8    | Nelson Piquet      | 9       |
| 9    | Jean Alesi         | 8       |
| 10   | Michele Alboreto   | 6       |
| 11   | Eddie Cheever      | 6       |
| 12   | Derek Warwick      | 6       |
| 13   | Stefan Johansson   | 6       |
| 14   | Johnny Herbert     | 5       |
| 15   | Maurício Gugelmin  | 4       |
| 16   | Stefano Modena     | 4       |
| 17   | Andrea De Cesaris  | 4       |
| 18   | Alex Caffi         | 4       |
| 19   | Pierluigi Martini  | 4       |
| 20   | Christian Danner   | 3       |
| 21   | René Arnoux        | 2       |
| 22   | Martin Brundle     | 2       |
| 23   | Jonathan Palmer    | 2       |
| 24   | Gabriele Tarquini  | 1       |
| 25   | Olivier Grouillard | 1       |
| 26   | Luis Pérez-Sala    | 1       |
| 27   | Philippe Alliot    | 1       |

### Costruttori
| Pos. | Team                                    | Punti |
| ---- | --------------------------------------- | ----- |
| 1    | McLaren - Honda                         | 141   |
| 2    | Ferrari                                 | 59    |
| 3    | Williams - Renault                      | 54    |
| 4    | Benetton - Ford Cosworth                | 22    |
| 5    | Tyrrell - Ford Cosworth                 | 16    |
| 6    | Arrows - Ford Cosworth                  | 12    |
| 7    | Lotus - Judd                            | 9     |
| 8    | Dallara Scuderia Italia - Ford Cosworth | 8     |
| 9    | Brabham - Judd                          | 6     |
| 10   | Onyx - Ford Cosworth                    | 6     |
| 11   | Minardi - Ford Cosworth                 | 5     |
| 12   | March - Judd                            | 4     |
| 13   | Rial - Ford Cosworth                    | 3     |
| 14   | Ligier - Ford Cosworth                  | 3     |
| 15   | AGS - Ford Cosworth                     | 1     |
| 16   | Lola Larrousse - Lamborghini            | 1     |